# モーネ・ナゲル
モーネ・ナゲル（Morne Nagel、1978年3月23日 ‐ ）は、南アフリカの元陸上競技選手。専門は短距離走。200mの自己ベストは元南アフリカ記録の20秒11。室内60mの自己ベストは白人選手最高記録および南アフリカ記録の6秒48。2001年エドモントン世界選手権男子4×100mリレーの金メダリストである。

## 経歴

### 2001年
8月、エドモントンで開催された世界選手権に出場すると、男子100mは2次予選で自己ベスト（当時10秒15）に迫る10秒20をマークするも敗退した。しかし、1走（ナゲル、Corné du Plessis、リー＝ロイ・ニュートン、マシュー・クイン）を務めた男子4×100mリレーでは予選と準決勝を突破すると、決勝では38秒47の南アフリカ記録（当時）を樹立。アメリカ（37秒96）に次いで2位に入り、オリンピックを含めてもこの種目で南アフリカ初のメダルとなる銀メダル獲得に貢献した。その後、2005年にアメリカのリレーメンバーだったティム・モンゴメリのドーピング問題が発覚し、アメリカの金メダルが剥奪されたため南アフリカが繰り上がりで金メダルを獲得した。

### 2002年
1月27日、ドルトムントで開催された室内大会の男子60mにおいて、白人選手初の6秒4台となる6秒48の室内南アフリカ記録を樹立。ガーナのレオナード・マイルズ＝ミルズ（6秒45）次いで、ナイジェリアのデジ・アリウ（6秒48）と並ぶ室内60mアフリカ歴代2位タイに名を連ねた。
2月24日、リエヴァンで開催された室内大会の男子60mにおいて、50mの途中計時で5秒62をマーク。ナイジェリアのデジ・アリウ（5秒61）に次いで、ガーナのエリック・ヌカンサー（5秒62）と並ぶ室内50mアフリカ歴代2位タイに名を連ねた。
4月5日、ゲルミストンで開催された大会の男子200mにおいて、標高1000mを超える高地記録ながら20秒11（-0.8）の南アフリカ記録（当時）を樹立し、1995年にRiaan Dempersがマークした20秒16を塗り替えた。ナミビアのフランク・フレデリクス（19秒68）、ナイジェリアのフランシス・オビクウェル（19秒84））、ナイジェリアのダニエル・エフィオン（20秒10）に次いで、ナイジェリアのオラパデ・アデニケン（20秒11）と並ぶ200mアフリカ歴代4位タイ（当時）に名を連ねた。

### 2003年
3月、バーミンガムで開催された世界室内選手権の男子60mに出場すると、予選を突破して世界大会の個人種目で初のセミファイナリストになったが、準決勝は自己ベスト（6秒48）に程遠い6秒65の組4着で敗退した。しかし、これはこの種目における南アフリカ最高成績となっている（2018年バーミンガム大会終了時）。

### 2004年
7月、ブラザヴィルで開催されたアフリカ選手権に出場すると、1走を務めた男子4×100mリレーは39秒59をマークしての銀メダル獲得に貢献した。男子200mは決勝で20秒83（0.0）をマークし、ジョゼフ・バタンドン（20秒46）、Ambrose Ezenwa（20秒75）に次いで3位に入り、主要国際大会の個人種目で初のメダルとなる銅メダルを獲得した。

### 2007年
7月、アルジェで開催されたアフリカ競技大会に出場すると、1走を務めた男子4×100mリレーで39秒11をマークしての銀メダル獲得に貢献した。

## 自己ベスト
- 記録欄の（　）内の数字は風速（m/s）で、+は追い風、-は向かい風を意味する。
- 記録欄のタイムの横にあるAは、標高1000m以上の場所で記録された高地記録を意味する。
- 記録欄のタイムの横にある+は、60mの途中計時を意味する。

| 種目 | 記録                        | 年月日                      | 場所                | 備考                                       |
| 屋外 | 屋外                        | 屋外                        | 屋外                | 屋外                                       |
| ---- | --------------------------- | --------------------------- | ------------------- | ------------------------------------------ |
| 100m | 10秒13 (+0.6) 10秒13 (+1.3) | 2002年4月12日 2003年4月11日 | プレトリア ダーバン |                                            |
| 200m | 20秒11A (-0.8)              | 2002年4月5日                | ゲルミストン        | 元南アフリカ記録                           |
| 室内 |                             |                             |                     |                                            |
| 50m  | 5秒62+                      | 2002年2月24日               | リエヴァン          | 室内アフリカ歴代2位タイ 室内南アフリカ記録 |
| 60m  | 6秒48                       | 2002年1月27日               | ドルトムント        | 室内アフリカ歴代2位タイ                    |
| 200m | 20秒54                      | 2002年2月24日               | リエヴァン          |                                            |

## 主要大会成績
備考欄の記録は当時のもの
| 年   | 大会                  | 場所           | 種目    | 結果    | 記録          | 備考                                                          |
| ---- | --------------------- | -------------- | ------- | ------- | ------------- | ------------------------------------------------------------- |
| 2001 | 世界選手権            | エドモントン   | 100m    | 2次予選 | 10秒20        |                                                               |
| 2001 | 世界選手権            | エドモントン   | 4x100mR | 優勝    | 38秒47 (1走)  | 南アフリカ記録 五輪と世界選手権を通じて南アフリカ初の金メダル |
| 2002 | 英連邦競技大会 (en)   | マンチェスター | 200m    | 6位     | 20秒35 (+1.4) |                                                               |
| 2002 | 英連邦競技大会 (en)   | マンチェスター | 4x100mR | 予選    | DQ (1走)      |                                                               |
| 2003 | 世界室内選手権        | バーミンガム   | 60m     | 準決勝  | 6秒65         |                                                               |
| 2004 | アフリカ選手権 (en)   | ブラザヴィル   | 4x100mR | 2位     | 39秒59 (1走)  |                                                               |
| 2004 | アフリカ選手権 (en)   | ブラザヴィル   | 200m    | 3位     | 20秒83 (0.0)  |                                                               |
| 2007 | アフリカ競技大会 (en) | アルジェ       | 4x100mR | 2位     | 39秒11 (1走)  |                                                               |
| 2007 | アフリカ競技大会 (en) | アルジェ       | 200m    | 予選    | DNS           |                                                               |